# Quaternió

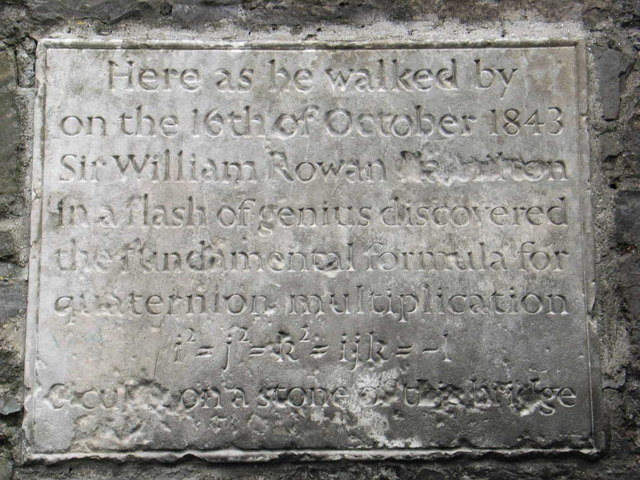
William Rowan Hamilton

Els quaternions són una generalització dels nombres complexos, de tal manera que si un nombre complex defineix dues dimensions afegint la component i (cal recordar que {\displaystyle \mathbf {i^{2}} =-1}), un quaternió defineix quatre dimensions afegint les components i,j,k, de manera que:
{\displaystyle \mathbf {i^{2}=j^{2}=k^{2}=ijk=-1} }
Es pot resumir en aquesta taula de multiplicació:
|   | 1 | i  | j  | k  |
| 1 | 1 | i  | j  | k  |
| i | i | -1 | k  | -j |
| j | j | -k | -1 | i  |
| k | k | j  | -i | -1 |

Un quaternió, doncs, és un nombre de la forma: z = a + bi + cj + dk, on els 4 nombres reals a, b, c i d defineixen únicament el quaternió z. El valor absolut del quaternió z es defineix com a:
{\displaystyle \mathbf {|z|={\sqrt {a^{2}+b^{2}+c^{2}+d^{2}}}} }
La multiplicació de quaternions té les propietats associativa i distributiva però no la commutativa: el conjunt dels quaternions és, doncs, un cos  no abelià.
Van ser ideats per Sir William Rowan Hamilton, el 16 d'octubre de 1843 (un dilluns) després de pensar bastant de temps en com era possible multiplicar "triplets", ternes o trios de nombres (de fet, és impossible). Va ser mentre, caminant amb la seva dona, anava a presidir una reunió a l'Reial Acadèmia d'Irlanda; la idea li va venir de sobte i se'n va alegrar tant que va gravar la fórmula esmentada a un dels carreus d'un pont que hi havia al camí. Tot i així, ja havien estat estudiats uns anys abans (1840) de forma geomètrica pel matemàtic francès Olinde Rodrigues, malgrat que la seva obra va ser poc o gens coneguda.